# Francesco De Sanctis (architekt)

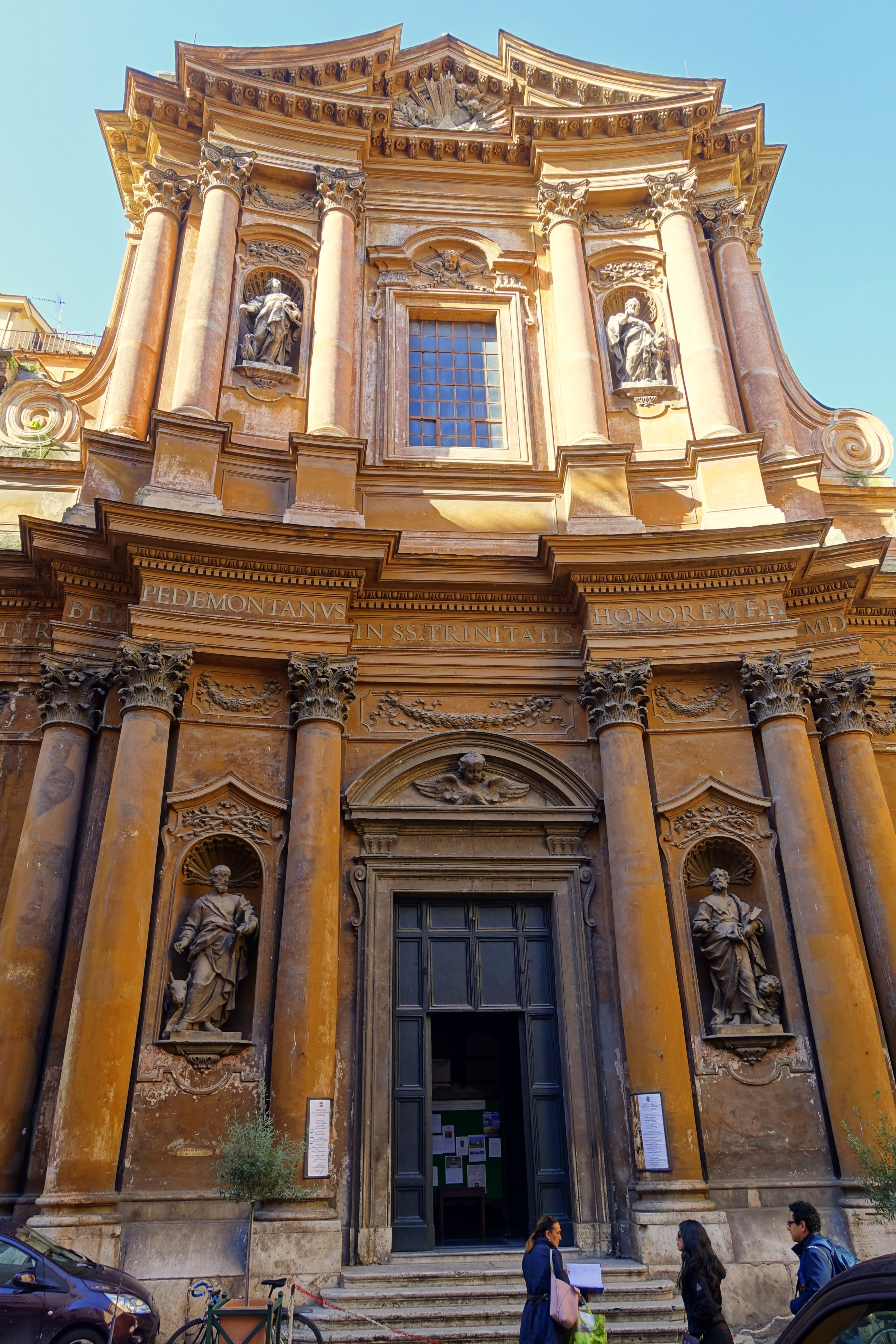
Fasada kościoła Trinità dei Pellegrini w Rzymie

Francesco De Sanctis (ur. 1679 w Rzymie, zm. 1731) – włoski architekt. Wspólnie z Alessandrem Specchim zaprojektował Schody Hiszpańskie w Rzymie. Inne znane dzieło to elegancka fasada kościoła Trinità dei Pellegrini.